# Jaroslav Bobowski
Jaroslav Bobowski, v nahrávkách uváděn také jako Jarda Bobowski (* 15. května 1972), je český zpěvák, textař a skladatel zlínské skupiny Premier.

## Život
Absolvoval Střední průmyslovou školu – konstrukce. Dále studoval pedagogiku, kterou však nedokončil. V roce 1992 založil spolu s Danem Hrnčíříkem, s nímž do té doby působil v punkové formaci Attak, skupinu Premier. Skupina Premier je známá řadou hitů české hudební scény z nich nejznámější je zřejmě píseň Hrobař z roku 1995. Ovládá hru na akustickou kytaru a ukulele. Má tři děti: Nikolu, Alexandra a Kristýnu. Pracuje jako svobodný umělec.